# Arie Molenaar
Arie Molenaar (1 de marzo de 1966) es un expiloto de motociclismo holandés, que participó en el Campeonato del Mundo de Motociclismo entre 1991 y 1993.

## Biografía
Molenaar tuvo una corta carrera en el mundo del motociclismo. Debutó en el Campeonato de Europa en la categoría 125 cc a mano de una Honda, en el que termina en el octavo lugar de la clasificación final con un quinto puesto final en la prueba de Alemania. En 1990, firma su mejor temporada en el Europeo con un tercer lugar final de la general de 125cc con una victoria Alemania, un segundo lugar en Austria y dos podios en España y en Checoslovaquia. Arie dio el salto al Mundial en 1991 y debuta en el 125cc con Honda. Ese año acaba en el 30.º posición de la general con 7 puntos. En 1992, cambia por la Aprilia y escribirá su mejor actuación en el Gran Premio de Hungría con una 14.ª posición. Al siguiente año, volverá a Honda y terminaría el campeonato en el 35.º lugar de la clasificación general.
Después de retirarse, Molenaar sigue vinculado al mundo del Mundial con la creación de su propio equipo, el Arie Molenaar Racing, teniendo a pilotos como Haruchika Aoki, Jamie Robinson, Raymond Schouten, Roberto Locatelli, Danny Webb o Jarno Janssen.

## Resultados en el Campeonato del Mundo
Sistema de puntuación desde 1988 hasta 1991:
| Posición | 1.º | 2.º | 3.º | 4.º | 5.º | 6.º | 7.º | 8.º | 9.º | 10.º | 11.º | 12.º | 13.º | 14.º | 15.º |
| Puntos   | 20  | 17  | 15  | 13  | 11  | 10  | 9   | 8   | 7   | 6    | 5    | 4    | 3    | 2    | 1    |

Sistema de puntuación en 1992:
| Posición | 1.º | 2.º | 3.º | 4.º | 5.º | 6.º | 7.º | 8.º | 9.º | 10.º |
| Puntos   | 20  | 15  | 12  | 10  | 8   | 6   | 4   | 3   | 2   | 1    |

Sistema de puntuación de 1993 hasta 2022:
| Posición | 1.º | 2.º | 3.º | 4.º | 5.º | 6.º | 7.º | 8.º | 9.º | 10.º | 11.º | 12.º | 13.º | 14.º | 15.º |
| Puntos   | 25  | 20  | 16  | 13  | 11  | 10  | 9   | 8   | 7   | 6    | 5    | 4    | 3    | 2    | 1    |

#### Carreras por año
(Carreras en negrita indica pole position, carreras en cursiva indica vuelta rápida)
| Año  | Cat.  | Moto    | 1       | 2      | 3      | 4       | 5       | 6       | 7       | 8      | 9      | 10     | 11     | 12     | 13      | 14     | 15     | Pts. | Pos. |
| ---- | ----- | ------- | ------- | ------ | ------ | ------- | ------- | ------- | ------- | ------ | ------ | ------ | ------ | ------ | ------- | ------ | ------ | ---- | ---- |
| 1991 | 125cc | Honda   | JAP 20  | AUS -  |        | ESP 19  | ITA 20  | ALE 22  | AUT Ret | EUR 26 | NED 25 | FRA 20 | GBR 11 | RSM 23 | CHE 18  |        | MAL 14 | 7    | 32.º |
| 1992 | 125cc | Aprilia | JAP Ret | AUS 24 | MAL 17 | ESP 21  | ITA Ret | EUR Ret | GER 25  | NED 16 | HUN 14 | FRA 16 | GBR 20 | BRA 19 | RSA Ret |        |        | 0    | -    |
| 1993 | 125cc | Honda   | AUS 16  | MAL 15 | JPN 17 | SPA Ret | AUT 27  | GER 18  | NED Ret | EUR 20 | RSM 21 | GBR 25 | CZE 22 | ITA 21 | USA 21  | FIM 23 |        | 1    | 35.º |